# Prothrinax incana
Prothrinax incana är en fjärilsart som beskrevs av Köhler 1979. Prothrinax incana ingår i släktet Prothrinax och familjen nattflyn. Inga underarter finns listade i Catalogue of Life.